# Kauers Wittmoor
Kauers Wittmoor este o arie protejată (arie specială de conservare — SAC, sit de importanță comunitară — SCI) din Germania întinsă pe o suprafață de 33,36 ha, integral pe uscat.

## Localizare
Centrul sitului Kauers Wittmoor este situat la coordonatele 53°15′45″N 9°40′24″E / 53.2625°N 9.6733°E.

## Înființare
Situl Kauers Wittmoor a fost declarat sit de importanță comunitară în ianuarie 2005 pentru a proteja un număr necunoscut de specii din flora spontană și fauna sălbatică aflate în arealul zonei. Situl a fost protejat și ca arie specială de conservare în aprilie 2018.

## Biodiversitate
Situată în ecoregiunea atlantică, aria protejată conține 6 habitate naturale: Pajiști umede nord-atlantice cu Erica tetralix, Pajiști uscate europene, Turbării active, Mlaștini turboase de tranziție și turbării mișcătoare, Păduri acidofile de stejar bătrân cu Quercus robur pe câmpii nisipoase, Mlaștini împădurite.
La baza desemnării sitului se află un număr nedeclarat de specii protejate.